# ويليام تومسون راسيل سميث
ويليام تومسون راسيل سميث (بالإنجليزية: William Thompson Russell Smith) هو رسام وفنان أمريكي، ولد في 1812 في غلاسكو في المملكة المتحدة، وتوفي في 1896 في Glenside, Pennsylvania ‏ في الولايات المتحدة.